# Eritreja
Eritreja je obmorska država v severovzhodni Afriki, ki ima na severovzhodu dolgo obalo z Rdečim morjem, na zahodu meji na Sudan, na jugu na Etiopijo, ter na vzhodu na Džibuti. Gre za nekdanjo italijansko in kasneje britansko kolonijo.